# Agora Energiewende
Die Agora Energiewende ist eine Denkfabrik und Lobby-Organisation, die es sich zur Aufgabe gemacht hat, nach mehrheitsfähigen Kompromiss-Lösungen beim Umbau des Stromsektors innerhalb der Energiewende in Deutschland zu suchen. Sie wurde von Hal Harvey  gegründet. Der Name Agora nimmt Bezug auf den gleichnamigen griechischen Versammlungsplatz (altgriechisch ἀγορά agorá). Die Agora Energiewende hat sich innerhalb weniger Jahre einen Namen als einer der wichtigsten Akteure auf dem Gebiet der Energiepolitik gemacht.

## Geschichte
Der Gründungsdirektor Rainer Baake wechselte 2014 als Staatssekretär ins Bundeswirtschaftsministerium. Sein Nachfolger als Direktor wurde Patrick Graichen als Mitbegründer der Denkfabrik im Jahr 2012, nachdem er zuvor Referatsleiter im Bundesumweltministerium war. Im Dezember 2021 schied auch Graichen wie sein Vorgänger aus dem Amt, um als beamteter Staatssekretär ins nunmehrige Bundesministerium für Wirtschaft und Klimaschutz unter Minister Robert Habeck (Grüne) zu wechseln. Im Juli 2022 hat Frauke Thies die Geschäftsführung gemeinsam mit Markus Steigenberger übernommen und fungiert zudem als Exekutivdirektorin.
Eine Webseite des Unternehmens listet insgesamt 127 Mitarbeiter und Führungskräfte auf, darunter 43 ehemalige.
Inzwischen gibt es auch die eng verbundene Agora Verkehrswende, die an Konzepten zur Verkehrswende arbeitet, sowie die Agora Industrie, die Agora Agrar und die Agora Digitale Transformation.
Im Zuge der Trauzeugenaffäre um den ehemaligen Direktor und späteren Staatssekretär Patrick Graichen wurde der Einfluss der Denkfabrik auf die Energiepolitik der Ampelkoalition 2023 kontrovers diskutiert. Im Fokus der Kontroverse stand auch der US-amerikanische Lobbyist und Aktivist Hal Harvey, der Agora Energiewende 2012 mitbegründete.

## Arbeitsweise
Die Mitarbeiter vergeben Studien an Forschungsinstitute und erarbeiten eigene Analysen und Studien. Diese Arbeitsergebnisse dienen als Diskussionsvorlage für den Rat der Agora. Erklärtes Ziel der Agora Energiewende ist die Herausbildung einer gemeinsamen Sichtweise, wie ein auf erneuerbaren Energien basierendes Stromsystem gestaltet werden kann.

## Rat der Agora
Das zentrale Gremium ist der „Rat der Agora“: Seine Mitglieder treffen sich regelmäßig, sie tagen dabei nach den Regeln der Chatham House Rules, das heißt, dass Äußerungen von einzelnen Mitgliedern nicht zusammen mit deren Namen zitiert werden dürfen. Der Rat der Agora Energiewende setzt sich (Stand 3. Juni 2019) folgendermaßen zusammen:
- Vorsitzende
  - Hans-Joachim Ziesing – bis 2019 Geschäftsführer der Arbeitsgemeinschaft Energiebilanzen e. V., Mitglied der Kommission der Bundesregierung zum Monitoring der Energiewende

- Mitglieder
  - Bundes- und Landespolitik:
    - Jochen Flasbarth – Staatssekretär im Bundesministerium für wirtschaftliche Zusammenarbeit und Entwicklung
    - Mark Helfrich – MdB (CDU)
    - Thekla Walker – MdL (Grüne), Ministerin für Umwelt, Klima und Energiewirtschaft des Landes Baden-Württemberg

  - International:
  - Bundesbehörden:
    - Klaus Müller – Präsident Bundesnetzagentur

  - Wissenschaft:
    - Andreas Löschel – Ruhr-Universität Bochum

  - Unternehmen:
    - Florian Bieberbach – Stadtwerke München (Stadtwerke)
    - Erk Thorsten Heyen – Wacker Chemie (Stromintensive Unternehmen)
    - Holger Krawinkel – MVV Energie (Stadtwerke)
    - Klaus-Dieter Maubach – Uniper (Erneuerbare-Energien-Branche)
    - Manon van Beek – Tennet TSO GmbH (Übertragungsnetzbetreiber)
    - Lothar Schulze – Windwärts Energie (Erneuerbare-Energien-Branche)

  - Gewerkschaften:
    - Wolfgang Lemb – IG Metall
    - Michael Vassiliadis – IG BCE

  - Umwelt- und Verbraucherverbände:
    - Antje von Broock – BUND
    - Udo Sieverding – Verbraucherzentrale NRW

## Finanzierung
Die Finanzierung wird auf der Homepage der Organisation öffentlich dargelegt und erfolgte 2022 zu ca. 83,4 % aus Stiftungen und zu ca. 16,6 % aus öffentlichen Mitteln von mehreren deutschen Ministerien. Hauptfinanzierer waren 2022 das European Climate Foundation (ECF), das Aspen Global Change Institute und die Stiftung Mercator. Rechtlich ist sie ein Geschäftsbereich der gemeinnützigen Smart Energy for Europe Platform (SEFEP) gGmbH. Deren Gesellschafter sind die Stiftung Mercator mit Sitz in Essen sowie die European Climate Foundation mit Sitz in Den Haag.
Zunächst wurde die Denkfabrik in einer Projektlaufzeit von 2012 bis 2017 mit einem Budget von 14 Mio. Euro finanziert. Im Jahr 2016 wurde die Finanzierung um weitere fünf Jahre bis 2022 mit einem Budget von 15 Mio. Euro verlängert.
Der Verlängerung der Finanzierung ging eine Evaluation durch das Kölner NewClimate Institute voraus, in der festgehalten wurde, dass „die Arbeitsweise in den meisten Fällen ausgewogen erschien, da sowohl die Industrie als auch die Umweltverbände immer wieder unzufrieden mit den Vorschlägen sind.“ Im Jahr 2020 verlängerte die Stiftung Mercator ihre Förderung bis 2026. Seit 2019 wird der Thinktank auch vom Aspen Global Change Institute und seit 2020 durch Climate Imperative gefördert.

## Vorschlag zum Ausstieg aus der Kohleverstromung
Kurz nach dem UN-Klimagipfel in Paris Ende 2015 hat die Agora Energiewende Anfang 2016 einen Vorschlag zum Ausstieg aus der Kohleverstromung vorgelegt, der vorsieht, bis zum Jahr 2040 die Braunkohle- und Steinkohlekraftwerke im Rheinland und der Lausitz schrittweise stillzulegen.
Analog dem Vorgehen bei den Kernkraftwerken sieht der Vorschlag vor, dass die ältesten Kraftwerke zuerst vom Netz gehen. Beginnend mit dem Jahr 2018 sollen jährlich ca. 3.000 Megawatt an Leistung stillgelegt werden. Das entspricht 3–4 großen Kraftwerks-Blöcken pro Jahr.
Zentrale Punkte in diesem Vorschlag sind:
- dass kein neues Kohlekraftwerk mehr genehmigt wird[29]
- dass es keinen neuen Tagebau mehr gibt[29]
- dass Planungssicherheit hergestellt werden soll[30]

Der Vorschlag zum Ausstieg aus der Kohleverstromung bis 2040 basiert auf dem 2-Grad-Ziel, so wie es vor dem Klimagipfel von Paris gegolten hat.

## Regelmäßige Veröffentlichungen

### Agorameter
Mit dem Agorameter wird die stündliche Stromerzeugung in Deutschland dargestellt. Die Daten werden mit einer Verzögerung von ca. 2–3 Stunden veröffentlicht und werden bei den erneuerbaren Energien unterteilt nach Wind, Sonne, Wasser und Biomasse, bei den konventionellen Kraftwerken nach Kernenergie, Braunkohle, Steinkohle und Erdgas. Zusätzlich werden die deutsche Stromnachfrage sowie weitergehende Daten (u. a. Strompreis, Exporte, Importe und Emissionsfaktor) dargestellt.
Der Datenbestand reicht zurück bis in das Jahr 2012. Eine ähnliche, wenn auch deutlich umfangreichere Datenaufbereitung zum Thema Elektroenergie in Deutschland wird durch die Fraunhofer-Gesellschaft mit den „Energy Charts“ angeboten. „Gridwatch“ stellt das Stromnetz der Brit. Inseln oder wahlweise Frankreich mit Zeigerinstrumenten dar.
In die Schlagzeilen gekommen ist das Agorameter am Pfingstsonntag 2016. Auf Basis vorläufiger Zahlen wurde eine Vollversorgung mit erneuerbaren Energien ausgewiesen. Die endgültigen Zahlen konnten dieses Ergebnis dann nicht bestätigen.
Das Agorameter ist eine anerkannte Datenbank und wird regelmäßig zitiert, wenn über den Anteil der erneuerbaren Energien berichtet wird.